# Эрелиева
Эрелиева (Эрельева; лат. Ereriliva, Erelieva, Hereleuva или Ereleuva; после 440—500) — остготка, наложница короля Теодемира и мать короля Теодориха Великого. В Остготской Италии считалась королевой.

## Биография
В исторических источниках Эрелиева упоминается как исповедница ортодоксального христианства, в которое она перешла из арианства, возможно, уже будучи взрослой. При крещении ей дали имя Евсевия. К своей новой вере Эрелиева относилась серьёзно, о чём свидетельствует её переписка с папой римским Геласием I.
Она была Теодимиру не законной женой, а наложницей, но у варварских племён статус наложницы не считался чем-то предосудительным. Возможно, это было связано и с повышенными требованиями, накладываемыми церковью на статус официальной жены. Во всяком случае в остготском обществе Эрелиева пользовалась уважением и влиянием: её сына Теодориха не считали незаконнорождённым, и Геласий I в письмах называл Эрелиеву «regina», то есть королевой.